# Selsawet Pjatkowitschy

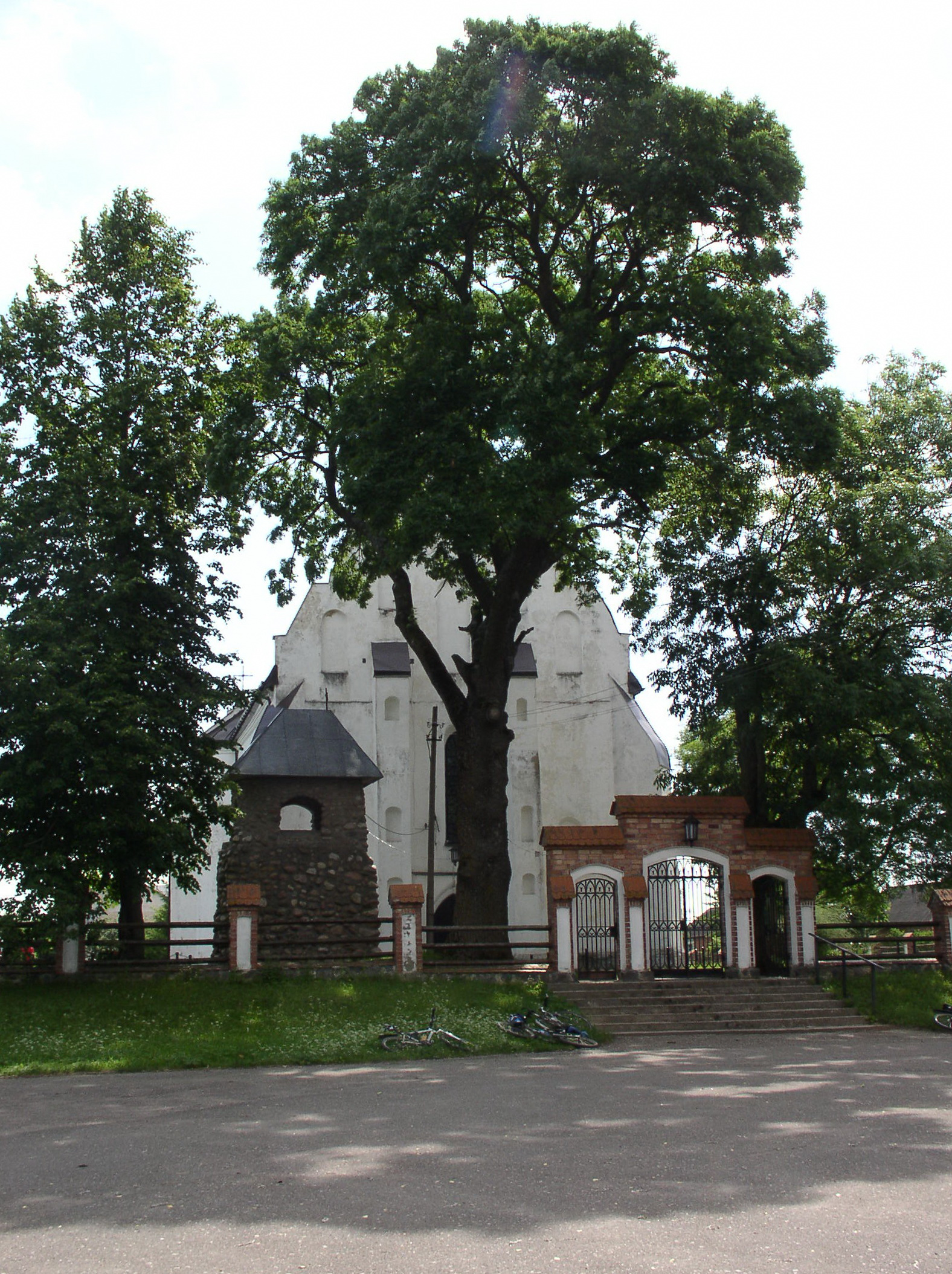
Das Kloster der Dreifaltigkeit in Ischkalds

Der Selsawet Pjatkowitschy, Pjatkowizki Selsawet (belarussisch Петкавіцкі сельсавет; russisch Петковичский сельсовет) ist eine ehemalige Verwaltungseinheit im Rajon Baranawitschy in der Breszkaja Woblasz in Belarus. Das Zentrum des Selsawets ist das Dorf Pjatkowitschy. Pyatkovitsky Selsavet umfasste 5 Dörfer und lag im Nordosten der Region Baranovichi.

## Orte im Selsawet
- Barazina (Бараціна)
- Dudsitschy (Дудзічы)
- Ischkalds (Ішкальдзь)
- Pjatkowitschy (Петкавічы)
- Radkowitschy (Радковічы)

Diese Siedlungen gehören heute dazu Selsawet Kroschyn.